# Графэ параномон
Графэ́ парано́мон (др.-греч. γραφή παρανόμων — graphē paranómōn, «жалоба на противозаконие») — обвинение, имевшее целью оградить демократическую форму правления в Афинах от всех посягательств, которые могли быть направлены против неё законодательным путём, но обратившееся впоследствии в руках демагогов в средство препятствовать изданию необходимых законов или, по крайней мере, замедлить их утверждение.
Всякое решение народа (псефизма др.-греч. ψήφισμα), равно как и всякий закон, и до принятия и после принятия его, мог оспариваться посредством такой жалобы на том основании, что предложение несогласно с существующим законом или вредно государству, или содержит формальную ошибку. Заявление о подаче такой жалобы должно было сопровождаться клятвой (др.-греч. ύπωμοσία) того содержания, что обвинитель действительно имеет намерение её подать; вместе с тем спрашивалось иногда и назначение срока для суда. Ближайшим последствием такого заявления было то, что прения прекращались или, если решение уже состоялось, то закон делался недействительным до приговора суда. Виновник закона до истечения года после принятия его подвергался личной ответственности за предложенный им закон. Наказание, которому подвергался обвинённый в случае признания его виновным, зависело от воли судей; он мог быть приговорён даже к смертной казни. На всякий случай тот, кто трижды был осуждён за «противозаконие», ipso facto лишался права делать предложения. Вместе с осуждённым закон или псефизма сами собой отменялись. Решение подлежало суду девяти архонтов.

## Источник
- При написании этой статьи использовался материал из Реального словаря классических древностей (1855—1914).